# Piotr Langenfeld
Piotr Langenfeld (ur. 11 sierpnia 1983 w Gdańsku) – polski dziennikarz, felietonista portalu Polska Zbrojna, korespondent wojenny, pisarz, rekonstruktor historyczny. Współpracował z pismami „Militaria XX wieku”, „Armia”, „Broń i amunicja”, a także z portalem Wirtualna Polska. Prezes Stowarzyszenia Historycznego Wielka Czerwona Jedynka propagującego historię Armii USA w czasie II wojny światowej, a także popularyzującego życiorysy żołnierzy amerykańskich polskiego pochodzenia walczących w wojnach XX wieku.
W 2009 roku dwa razy wyjechał do Afganistanu jako korespondent wojenny. Wspomnienia z tych wyjazdów zawarł w książkowym debiucie: Afganistan – dotknąłem wojny z 2011 roku. 
Langenfeld pisze kryminały, powieści wojenne i political-fiction oraz historie alternatywne. 

## Publikacje
- Afganistan – dotknąłem wojny, Wydawnictwo Ender, data wydania 4.05.2011;
- Elsenborn, Wydawnictwo Ender, data wydania 17.10.2012;
- Czerwona ofensywa (tom 1. cyklu), Wydawnictwo WarBook, data wydania 19.03.2014;
- Kontrrewolucja (cykl Czerwona ofensywa, tom 2), Wydawnictwo WarBook, data wydania 16.10.2014;
- Szturm straceńców (cykl Odległe rubieże, tom 3 – w zastępstwie Vladimira Wolffa), Wydawnictwo WarBook, data wydania 18.02.2015;
- Plan Andersa (cykl Czerwona ofensywa, tom 3), Wydawnictwo WarBook, data wydania 18.03.2015;
- Ci szaleni Polacy (cykl Czerwona ofensywa, tom 4), Wydawnictwo WarBook, data wydania 13.04.2016;
- Widowisko (cykl Adama Thomali, tom 1), Wydawnictwo WarBook, data wydania 15.02.2017;
- Wojna oszukanych (Elsenborn, tom 2), Wydawnictwo WarBook, data wydania 16.08.2017. Na podstawie książki powstał scenariusz i rozpoczęły się prace nad ekranizacją[2];
- Ogień sprawiedliwości (cykl Czerwona ofensywa, tom 5), Wydawnictwo WarBook, data wydania 25.10.2017;
- Pięciu i czołg, Wydawnictwo WarBook, data wydania 06.06.2018;
- Tajne operacja Oddziału II (cykl Czerwona ofensywa, tom 6), Wydawnictwo WarBook, data wydania 27.02.2019;
- Scenariusz Chaosu (cykl Adama Thomali, tom 2), Wydawnictwo WarBook, data wydania 14.08.2019;
- Scenariusz Chaosu. Na Dzikich Polach (cykl Adama Thomali, tom 3), Wydawnictwo WarBook, data wydania 3.06.2020;
- Scenariusz Chaosu. Świt nowych czasów (cykl Adama Thomali, tom 4), Wydawnictwo WarBook, data wydania 2.06.2021 r.
- Zygzakiem przez wojnę (współautor Michał Gruszczyński), Wydawnictwo Skarpa Warszawska, data wydania 26.01.2022 r.
- Quadira (cykl Adama Thomali, tom 5), Wydawnictwo Skarpa Warszawska, data wydania 18.05.2022 r.
- Zaszłość, Wydawnictwo Skarpa Warszawska, data wydania 13.10.2022 r.
- Ponikt (Elsenborn, tom 3), Wydawnictwo Skarpa Warszawska, data wydania 25.01.2023 r.[3]
- Wojna Wschodnia. Kroniki – zbiór opowiadań (cykl Czerwona ofensywa, tom 7), Wydawnictwo WarBook, data wydania 28.08.2024 r.

## Odznaczenia
- Brązowy Krzyż Zasługi (2025)[4]